# Amentes
Amentes (em grego clássico: Ἀμήντης) foi um antigo cirurgião grego, mencionado por Galeno como o inventor de algumas bandagens engenhosas. Alguns fragmentos das obras de um cirurgião chamado Amínias (cujo nome Amentes é muito possivelmente uma corrupção) ainda existem no manuscrito "Collection of Surgical Writers" de Nícetas, e um extrato foi preservado por Oribásio no quarto volume da coleção Classici Auctores e Vaticanis Codicibus de Angelo Mai. Sua data é desconhecida, exceto que ele deve ter vivido antes ou no século II d.C. Ele pode ser talvez a mesma pessoa que o Escólio de Teócrito disse ter sido condenado à morte por Ptolomeu II Filadelfo, por volta de 264 a.C., por conspirar contra sua vida.